# Rest Stop
Pour plus de détails, voir Fiche technique et Distribution.
Rest Stop: Dead Ahead (traduction : Aire de repos : tout droit), est le premier film d'horreur américain distribué par la branche Raw Feed de Warner Premiere, mis en vente le 17 octobre 2006.
L'intrigue implique une jeune femme qui est terrorisée par un tueur en série dérangé, lors d'un voyage en voiture traversant plusieurs États, vers la Californie.

## Synopsis
Jess emmène sa petite amie, Nicole, dans sa voiture décapotable pour partir en Californie. Sur le chemin, Nicole se plaint qu'elle a besoin de faire pipi et, après avoir refusé d'aller au bord de la route, insiste pour que Jess trouve une aire de repos, qu'il trouve peu de temps après. Nicole entre dans les toilettes pour femmes, qui s'avèrent être affreusement sales et en désordre. Elle sort ensuite du bâtiment et constate que son compagnon n'est plus là. Elle l'appelle plusieurs fois, et après n'avoir reçu aucune réponse, elle est convaincue qu'il a disparu. Ses pressentiments sont confirmés lorsqu'un tueur, au volant de son pick-up immatriculé KZL-303, lui lance le téléphone portable rouge de son copain, en passant juste devant elle. Nicole part chercher de l'aide et remarque un camping-car, elle cogne à la porte et demande de l'aide. Elle effectue un court trajet avec les étranges passagers, avant de se faire jeter du véhicule, parce qu'elle est allé voir la personne déformée qui était cachée derrière des rideaux au fond...

## Fiche technique
- Réalisation et scénario : John Shiban
- Musique : Bear McCreary
- Production : R. J. Louis
- Langue : anglais
- Film interdit aux moins de 16 ans lors de sa sortie en salles.

## Distribution
- Deanna Russo - Tracy Kress
- Jaimie Alexander - Nicole Carrow
- Joey Lawrence - Officier Michael Deacon
- Joey Mendicino - Jess Hilts
- Mikey Post - Scotty
- Curtis Taylor - Le Ranger
- Jennifer Cormack - L’étudiante.